# Бурма-Суу
Бурма-Суу (кирг. Бурма-Суу) — село в Ак-Суйском районе Иссык-Кульской области Кыргызстана. Входит в состав Челпекского аильного округа. Код СОАТЕ — 41702 205 850 02 0.

## Население
По данным переписи 2009 года, в селе проживало 1939 человек.